# سروش یشت هادخت
سُروش یَشت هادُخت یشت یازدهم کتاب بخش یشت‌ها از کتاب اوستا می‌باشد که در ستایش سروش است. این یشت دارای پنج کَرده (فصل) و بیست‌ و سه بند است. سروش که در متون اوستایی سْرَوشَ خوانده‌ می‌شود از ایزدان زرتشتی است که مظهر اطاعت الهی و فرمان‌برداری از خداست.
سروش یشت هادخت بخش‌های بازمانده از هادُخت نَسک (نسک یا جلدِ بیستم اوستای ساسانی) است که در اوستای کنونی باقی مانده است. دارای سه فَرگَرد (فصل) است. فصل نخست راجع است به نماز اَشِم وُهو فصل دوم و سوم ماجرای چگونگی و سرنوشت روان نیکوکاران و زشت کاران در جهان واپسین است.
غیر از این یشت یک سروش یشتِ سرِ شب نیز موجود است که در یَسنا قرار دارد. این یشت را هر شب پیش از خوابیدن و در نخستین سه شبِ پس از درگذشت هر کس می‌خوانند و این را برای شفاعت درگذشته انجام می‌دهند چرا که سروش در سنت دینی یکی از سه ایزد داوری بر سر پل چینوَت می‌باشد.

## نمونهٔ سروش یشت هادخت

### کردهٔ یکم
سُروشِ پارسایِ بُرزمندِ پیروزِ گیتی‌افزایِ اَشَوَن، رَدِ اَشَه را می‌ستاییم.
ای زرتشت!
نیایشِ نیک، بهترین کار در جهان است...

### کردهٔ پنجم بند هجدهم
یَثَه اَهو وَیْریو…
سُروشِ پارسایِ بُرزمندِ پیروزِ گیتی‌افزایِ اَشَوَن، رَدِ اَشَه را می‌ستاییم؛
همچون ستایشگرِ نخستین و پسین و میانین و پیشین با نخستین و پسین و میانین و پیشینْ پیشکش.